# Tomnaverie Stone Circle
De Tomnaverie Stone Circle is een Recumbent Stone Circle uit het neolithicum, gelegen zo'n zes kilometer ten noordwesten van Aboyne aan de B9094 in de Schotse regio Aberdeenshire.

## Beschrijving
De Tomnaverie Stone Circle dateert uit 2000 v.Chr. Het is een zogenaamde "recumbent stone circle", dat wil zeggen dat er zich in een kring van staande stenen één grote liggende steen bevindt. Deze ligt aan de zuidwestelijke zijde en wordt geflankeerd door de grootste staande stenen in de cirkel.
De cirkel meet 17,1 meter in diameter. De stenen zijn van rood graniet. In het centrum bevindt zich een cairn. Ook zijn er aanwijzingen gevonden dat er in de bronstijd (1000 v.Chr.) crematies hebben plaatsgehad in de cirkel.
In 1999-2000 is er archeologisch onderzoek gedaan door de Universiteit van Reading en is de steencirkel hersteld. Vooral door de nabijgelegen steengroeve was de staat van de steencirkel drastisch verslechterd.

## Beheer
De Tomnaverie Stone Circle wordt sinds 1912 beheerd door Historic Environment Scotland, net als de recumbent stone circles Easter Aquhorthies Stone Circle en Loanhead Stone Circle.